# Neoiphinoe
Neoiphinoe là một chi ốc biển nhỏ, là động vật thân mềm chân bụng sống ở biển trong họ Capulidae.

## Các loài
Các loài trong chi Neoiphinoe gồm có:
- Neoiphinoe kroeyeri (Philippi, 1849)[2]